# Oxford University Press

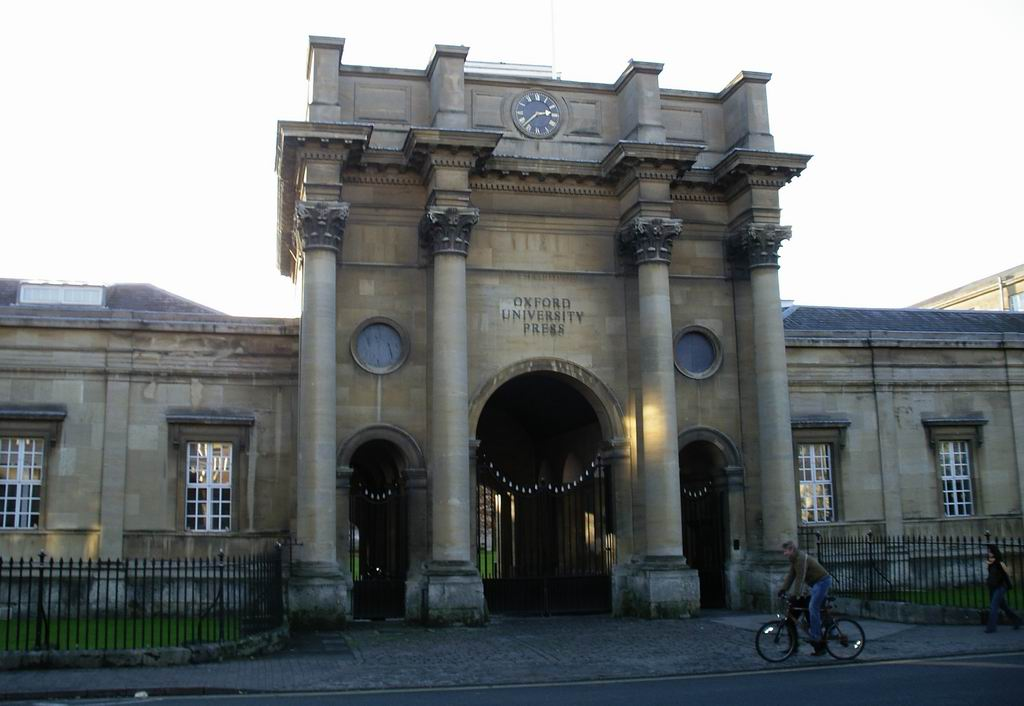
Oxford University Press huvudkontor

Oxford University Press (OUP) är Oxford universitets bokförlag, etablerat 1632, när det fick kungligt tillstånd att trycka böcker. OUP är nu världens största universitetsförlag, med filialer i Indien, Pakistan, Kanada, Australien, Nya Zeeland, Malaysia, Singapore, Nigeria och Sydafrika. Förlaget ger ut årligen cirka 4 500 nya böcker och har 4 000 anställda i ett 50-tal länder. Förlaget är organiserat som en stiftelse och donerar varje år 30 procent av överskottet, cirka 12 miljoner brittiska pund, till universitetet. En del böcker ges ut under namnet Clarendon Press.
Huvudkontoret ligger sedan 1820-talet på Walton Street i Oxfordstadsdelen Jericho. Dessförinnan var förlaget bland annat inrymt i Sheldonian Theatres källare och i den gamla förlagsbyggnaden Clarendon Building på Broad Street i centrala Oxford. I förlagsbyggnaderna finns även ett litet museum över förlagets historia, med utställningar om trycktekniken och förlagets kända publikationer som Oxford English Dictionary. Museet är endast tillgängligt genom förbokade visningar.

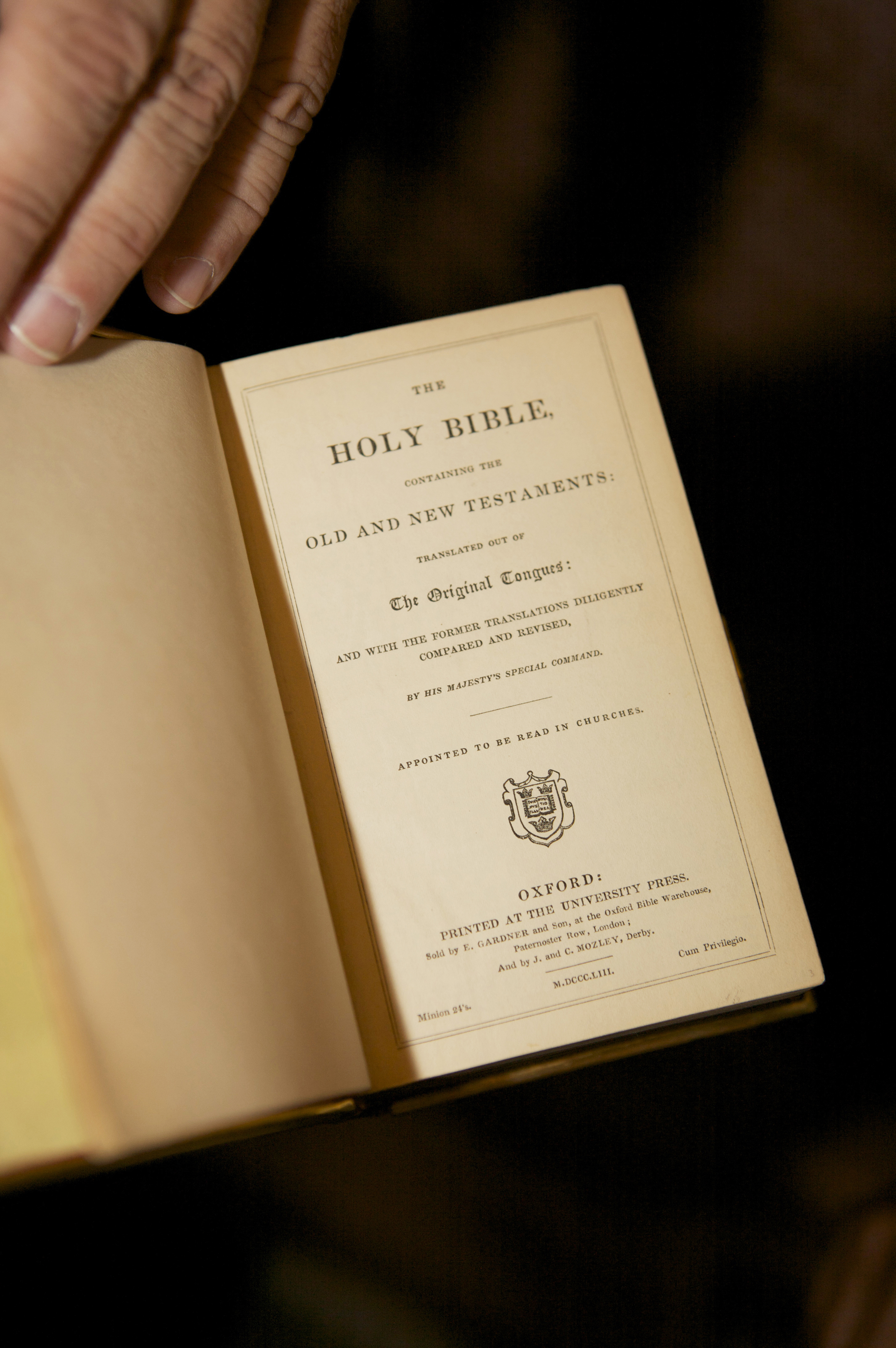
Titelsidan till den King James Bible som användes vid Abraham Lincolns presidentämbetsed 1861, tryckt 1853 av Oxford University Press. Bibeln har senare använts vid flera amerikanska presidentinstallationer.